# Isla Tobejuba
La isla Tobejuba es una isla ubicada en la costa atlántica de Venezuela en el oriente del país, que forma parte de la parroquia Manuel Renaud en el Municipio Antonio Díaz del estado Delta Amacuro. Se encuentra muy cerca de la desembocadura del caño Araguao, en el delta del río Orinoco.
En el idioma indígena local (el warao) Tobejuba quiere decir "isla Tierra Culebra", la isla está cubierta por bosques pantanosos, existen diversas propuestas para que el gobierno declare la zona como protegida.